# Bulwar Rodła w Krakowie
Bulwar Rodła – zabytkowa budowla hydrotechniczna o funkcji przeciwpowodziowej w Krakowie, biegnąca wzdłuż Wisły, pierwotnie przewidywana również do funkcji pomocniczych nabrzeży portowych. Składa się głównie z murów oporowych (górnego, wysokiego, oraz dolnego, ujmującego koryto rzeki i tworzącego nabrzeże przeładunkowe). W linii górnych murów znajdują się murowane schody dla pieszych oraz brukowane pochylnie do komunikacji kołowej; bocznice kolejowe na poziomie dolnym nie zachowały się. Bulwar Rodła wraz z innymi bulwarami w mieście oraz wałami w granicach Krakowa tworzyły skuteczne zabezpieczenia przed powodzią, co wykazały doświadczenia wielkich powodzi, między innymi w 1970, 1997 i 2010 roku.

## Opis
Bulwar Rodła rozciąga się nad zakolem Wisły między ujściem Rudawy, a Mostem Dębnickim, na terenie Półwsia Zwierzynieckiego w dzielnicy VII. Na terenie bulwaru znajdują się przystanie klubów sportowych: AZS-AWF oraz Nadwiślan.
Bulwar Kurlandzki stanowi obiekt techniki urbanistycznej na trasie Krakowskiego Szlaku Techniki utworzonego 6 kwietnia 2006. Prowadzi nim także rekreacyjna Wiślana Trasa Rowerowa – część europejskiego szlaku rowerowego EuroVelo 4.
Bulwar wraz z przyległymi fragmentami wałów Wisły, wtórnie uzyskały funkcję i status obszarów parkowych, stanowiąc obecnie popularne miejsce rekreacyjno-wypoczynkowe dla mieszkańców i turystów. Prowadzą nim alejki spacerowe i drogi rowerowe.
Bulwar ten, poprzecinany licznymi alejkami spacerowymi, stanowi głównie obszar trawiasty, łagodnie schodzący ku Wiśle.

## Historia
Bulwar Rodła powstał na początku XX wieku. W 1998 roku na terenie bulwaru znajdował się tymczasowy Most Lajkonik, wybudowany na okres jednego roku, na czas generanego remontu Mostu Dębnickiego. Na terenie bulwaru znajdują się również przystanie klubów sportowych: AZS-AWF oraz Nadwiślan.
W 2009 roku przy bulwarze otwarto przystanek wodnego tramwaju miejskiego „Salwator”.

13 czerwca 2011 roku wraz z innymi bulwarami wiślanymi, bulwar Kurlandzki został wpisany do rejestru zabytków nieruchomych.

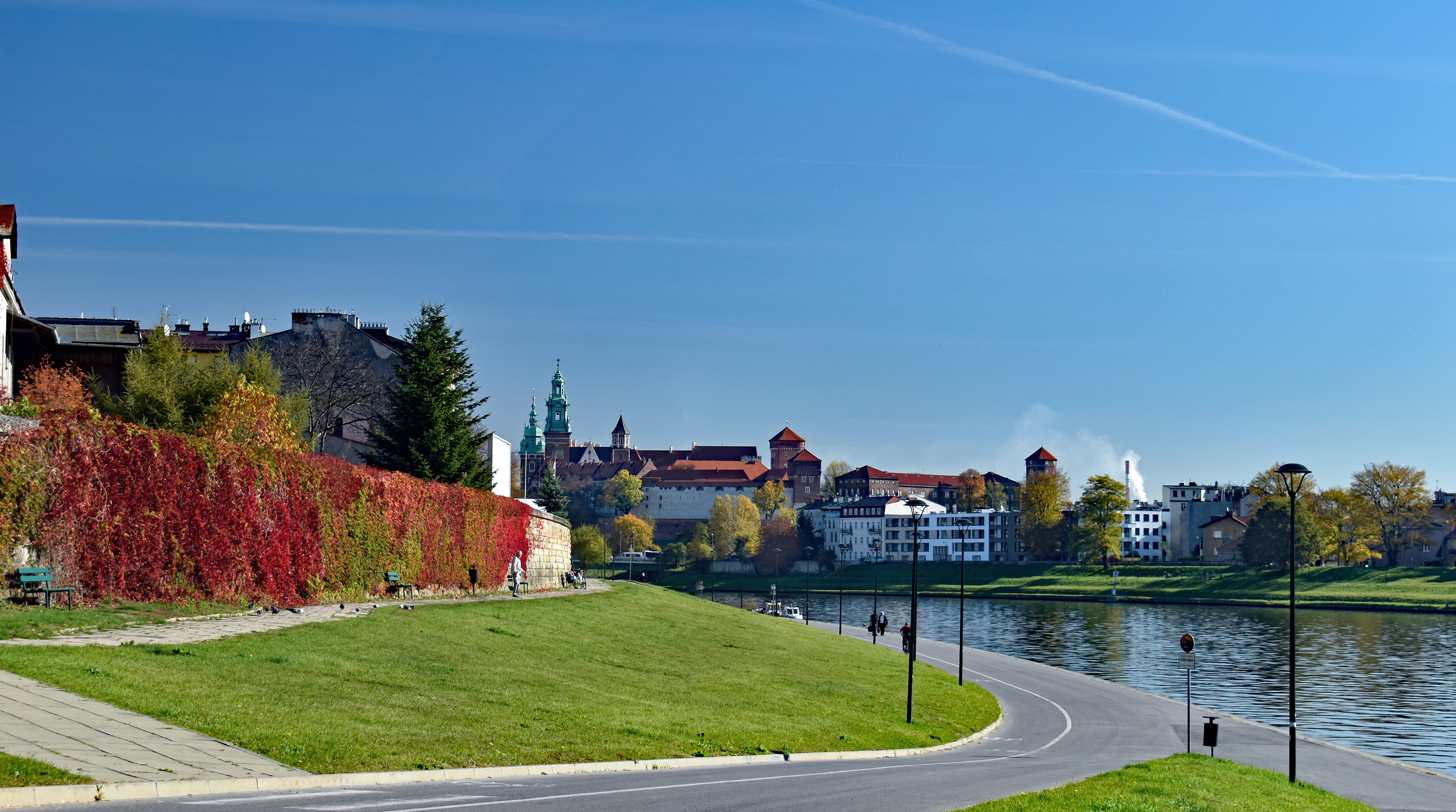